# Elizabeth Stanley (attrice)
Elizabeth Stanley (Cedar Rapids, 10 dicembre 1978) è un'attrice statunitense, nota soprattutto come interprete di musical teatrali a Broadway.

## Biografia
Nata e cresciuta in Iowa, Elizabeth Stanley ha fatto il suo debutto a Broadway nel 2006 in un revival del musical Company diretto da John Doyle. Due anni dopo tornò a calcare le scene newyorchesi in un adattamento teatrale di Cry Baby, in cui interpretava il personaggio principale di Allison. Nel 2009 interpretò invece la parte di Clio nella prima tournée statunitense del musical Xanadu, mentre nei primi anni 2010 recitò nell'Off Broadway in un revival di Hello, Again (2011) e in un allestimento semiscenico di Merrily We Roll Along al New York City Center (2013). Nel 2014 recitò nuovamente a Broadway, questa volta interpretando Dyanne nella prima del musical Million Dollar Quarter.
Dopo quattro anni di assenza, Elizabeth Stanley tornò a Broadway nel 2014 per interpretare Claire in un revival del musical di Leonard Bernstein On The Town e per la sua performance ottenne una candidatura al Drama Desk Award alla migliore attrice non protagonista in un musical. L'anno successivo interpretò la protagonista Francesca nel primo tour statunitense del musical di Jason Robert Brown The Bridges of Madison County. Nel 2019 ha ottenuto il plauso della critica newyorchese per la sua interpretazione nel musical di Alanis Morissette Jagged Little Pill, che le è valsa una seconda candidatura ai Drama Desk Award e la nomination al Tony Award alla miglior attrice protagonista in un musical. Per l'incisione discografica del musical ha vinto il Grammy Award al miglior album di un musical teatrale.

## Filmografia

### Televisione
- Great Performances - serie TV, 1 episodio (2007)
- Fringe - serie TV, 1 episodio (2008)
- Made in Jersey - serie TV, 1 episodio (2012)
- La valle dei pini - serie TV, 3 episodi (2013)
- Think Tank - serie TV, 5 episodi (2013)
- Black Box - serie TV, 1 episodio (2014)
- The Affair - Una relazione pericolosa - serie TV, 1 episodio (2015)
- The Get Down - serie TV, 1 episodio (2017)
- FBI - serie TV, 1 episodio (2019)
- NOS4A2 - serie TV, 2 episodi (2019)

## Doppiatrici italiane
Nelle versioni in italiano delle opere in cui ha recitato, Elizabeth Stanley è stata doppiata da:
- Stella Gasparri in Made in Jersey
- Selvaggia Quattrini in Blue Bloods